# Let L-410
Die Let L-410 ist ein leichtes zweimotoriges Kurzstrecken-Transportflugzeug aus tschechischer Produktion. Entwickelt wurde sie als L-410 Turbolet in der Tschechoslowakei.

## Geschichte

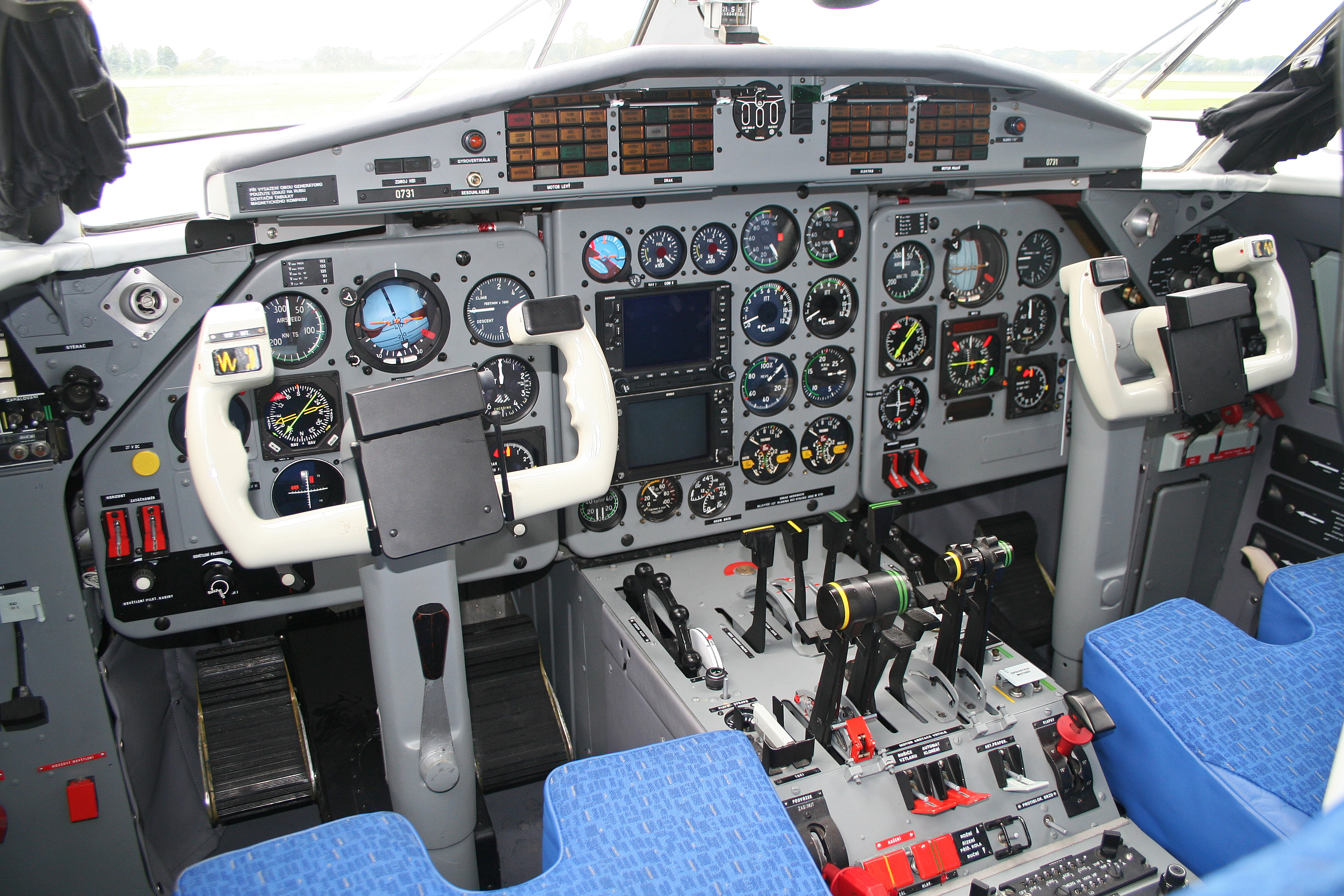
Cockpit einer Let L-410

Im Jahre 1966 begann die tschechoslowakische Firma LET (heute LET – Aircraft Industries) unter der Leitung von Ladislav Smrček mit dem Entwurf und der Entwicklung eines kleinen und leichten Transportflugzeugs. Der zweimotorige Schulterdecker mit der Prototypenbezeichnung XL-410 (Kennzeichen OK-60, später OK-YKE) absolvierte am 16. April 1969 mit Vladimír Vlk und František Svinka an Bord seinen Erstflug. Das Zulassungsprogramm wurde am 31. März 1971 abgeschlossen. Im Jahr 1972 begann im Werk in Kunovice die Serienproduktion. Die L-410 verfügt nicht über eine Druckkabine.
Da das Triebwerk aus eigener Entwicklung nicht rechtzeitig fertig wurde, erfolgte die Ausrüstung der ersten Serie L-410A mit importierten Turboproptriebwerken des Typs Pratt & Whitney PT6A. Nachdem ab 1973 mit dem Walter-M601-Triebwerk ein Antrieb aus eigener Produktion zur Verfügung stand, ging die Serie L-410M mit diesem Triebwerk in die Produktion, wurde aber bald durch den Einsatz der leistungsstärkeren Triebwerksversion M601A, verbaut in der Version L-410MA, abgelöst. Am 1. November 1977 flog die L-410UVP das erste Mal und wurde ab 1979 ausgeliefert.
Die L-410 gehört zu den erfolgreichsten Kurzstrecken- und Zubringerflugzeugen, die in den Versionen A, AF, AS, M, FG, MA, T, UVP, UVP-E und UVP-E20 produziert wurden. Über 1138 Flugzeuge wurden ausgeliefert, darunter 31 L-410A, 110 L-410M und 560 L-410 UVP-E. Von diesen Flugzeugen befanden sich im Jahre 2012 laut Herstellerangaben noch mehr als 400 Maschinen in über 50 Ländern im Einsatz. Größter Einzelkunde war die sowjetische Aeroflot, die allein von 1974 bis 1994 652 Maschinen der Versionen M und UVP übernahm und in ihren Regionaldirektoraten einsetzte. Die L-410 setzte sich in einer Ausschreibung des Rates für gegenseitige Wirtschaftshilfe (RGW) gegenüber der Berijew Be-32 durch, dadurch kam die Maschine in fast allen Mitgliedsländern des RGW zum Einsatz.
Im Jahr 2016 begann die Produktion des Typs in Russland, wobei die ersten Flugzeuge 2018 übergeben wurden.
Eine Weiterentwicklung der L-410 war die L-610.

## New Generation und UVP-E20

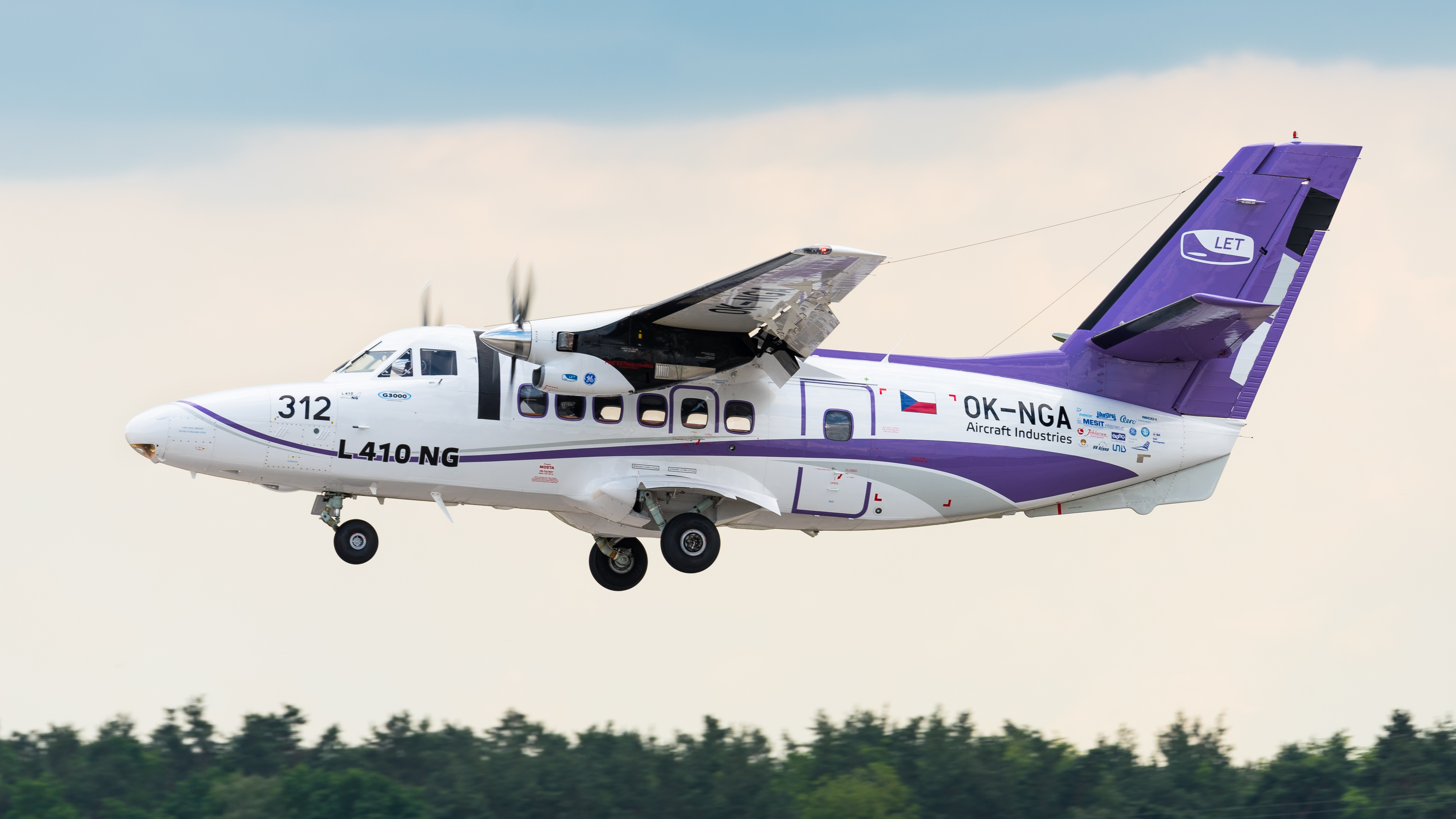
L-410NG auf der ILA 2016

Die L-410 wurde ab 2010 überarbeitet. Die neue Version wird dabei als L-410 NG bezeichnet und besitzt überarbeitete Tragflächen mit einem größeren Tankvolumen, einen geänderten Rumpf und neue Triebwerke. Zwei Drittel der Konstruktion wurde von der L-410UVP-E20 übernommen.
Mit dem Erstflug des Prototyps der Let L-410 NG Ende Juli 2015 begann der Zertifizierungsprozess. Die Serienproduktion war für 2017 mit einer Jahresproduktion von 30 Flugzeugen vorgesehen.
Die M601-Triebwerke werden dabei durch General Electric H85 mit 850 WPS abgelöst. Bei den Tragflächen kooperierte LET mit dem Kleinflugzeughersteller Evektor. Diese sind auf 20.000 Flugstunden ausgelegt und beinhalten deutlich vergrößerte Integraltanks und Flügelspitzentanks. Dadurch steigt die Tankkapazität von 990 auf 2050 kg ohne und 2450 kg mit Flügeltanks. Die Reichweite beträgt nun 2500 Kilometer, die maximale Flugdauer verdoppelt sich von viereinhalb auf neun Stunden.
An der Zelle wurde die Nase verlängert und das Fahrwerk zusammen mit Aero Vodochody verstärkt, sodass sich die maximale Abflugmasse auf 7 Tonnen erhöhte. Die Passagierkapazität ist unverändert 19 Personen.
Der Erstflug der NG-Version sollte im Laufe des Jahres 2013 stattfinden, die Zulassung von der EASA war für 2014 geplant. LET plante 2015 die Serienproduktion der L-410NG aufzunehmen. Nach dem Erstflug im Juli 2015 erfolgten die EASA-Zulassung und die Aufnahme der Serienproduktion durch Aircraft Industries erst im Jahre 2017.

### L-410UVP-E20
Die L-410UVP-E20 erhielt das General Electric H80, ebenfalls eine Weiterentwicklung des Walter-Triebwerks. Der Antrieb leistet hier mit 800 WPS etwa 10 % mehr als das M601. Vor allem der Kompressor und die in der Brennkammer verwendeten Materialien wurden überarbeitet oder gewechselt. Die Größe des Triebwerks änderte sich dabei nicht. Der Treibstoffverbrauch ist etwa 5 % geringer. Weiterhin kommen neue Fünfblatt-Propeller des Typs AV 725 zum Einsatz, die durch ihre Form effizienter sind und einen Kern aus Aluminium besitzen, der die Masse um 6 Kilogramm gegenüber den alten Propellern mit Stahlkern verringert. Der Erstflug einer L-410UVP-E20 mit dem GE-H80-Triebwerk fand im November 2011 statt. Seit Januar 2013 befindet sich diese Konfiguration in der Produktion.

## Versionen
Eingestellte Versionen

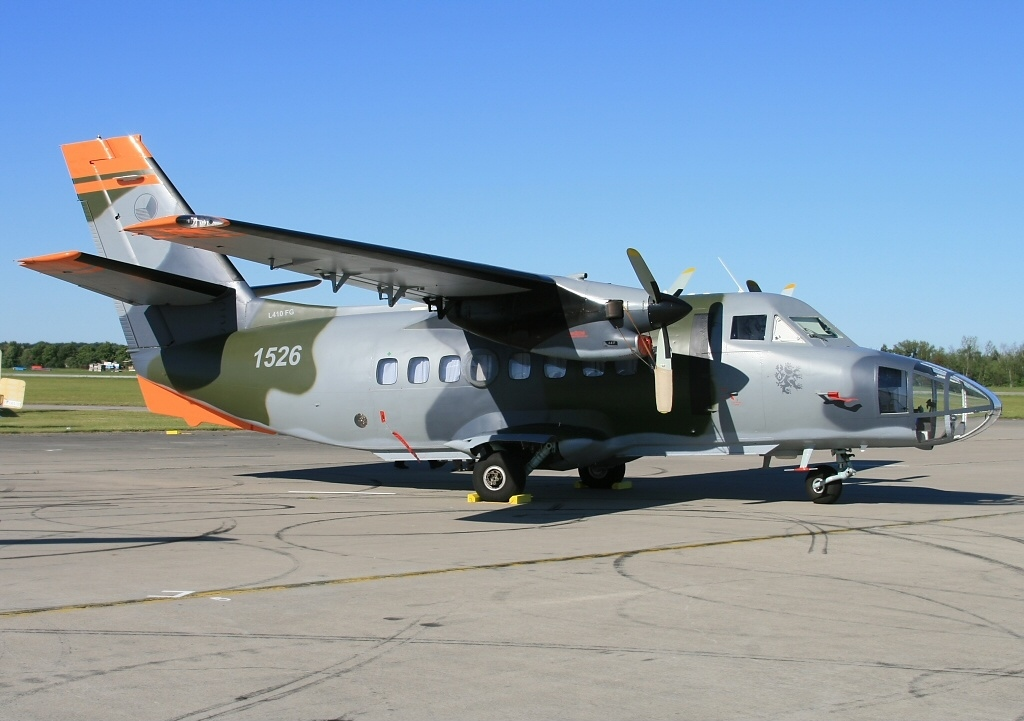
Messflugzeug L-410FG

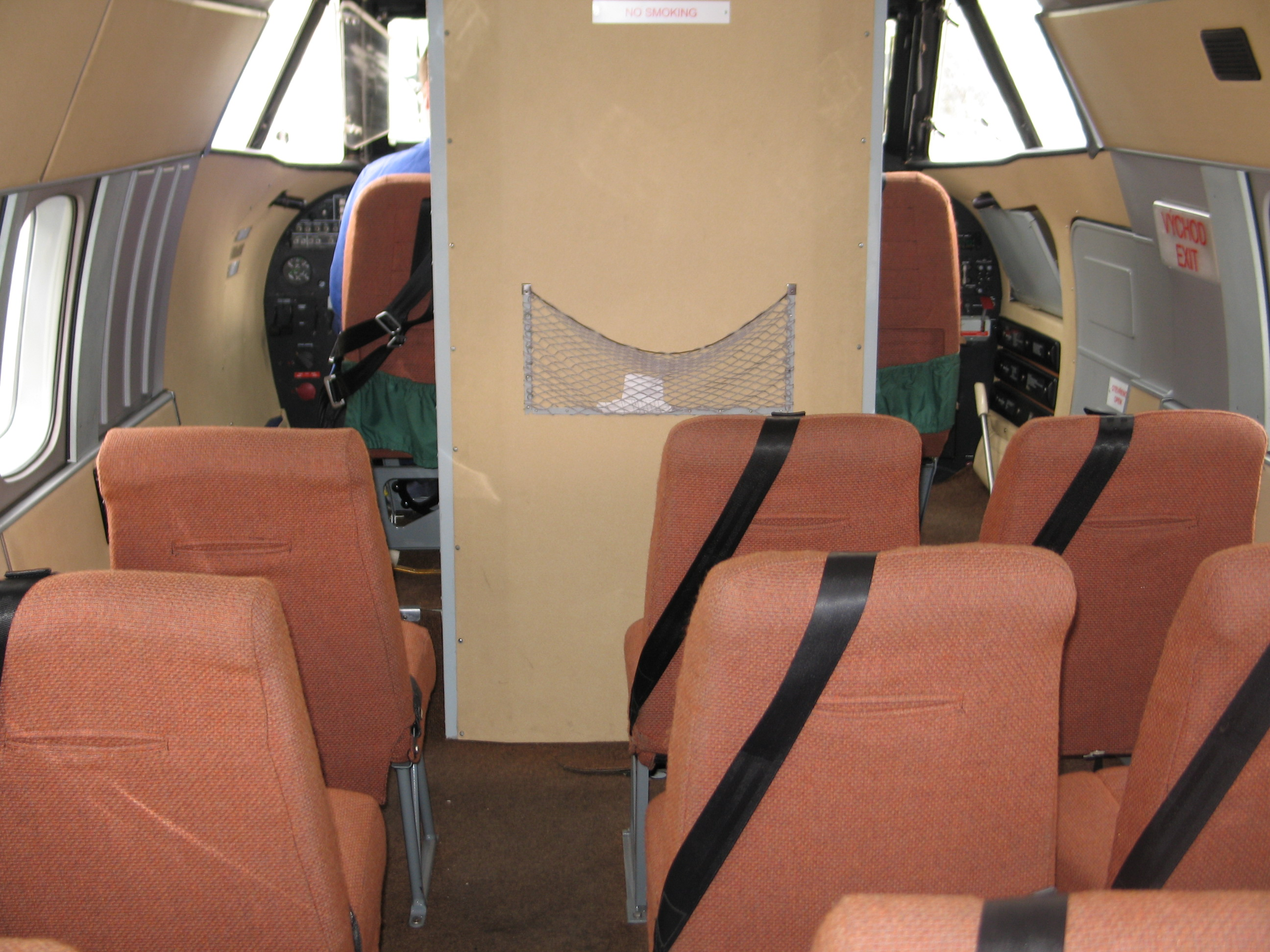
Innenraum

- L-410: Vorserienexemplare, drei Stück gebaut
- L-410A: Erste Serie mit Pratt&Whitney-PT6A27-Triebwerken, zwölf Stück gebaut
  - L-410AB: Umrüstung von dreiblättriger auf vierblättrige Luftschraube
  - L-410AF: Für Luftbild- und Fotoaufgaben mit verglaster Nase im Juli 1974 an Ungarn geliefertes Exemplar (Kennzeichen: HA-YFA, Werksnummer 03-03)
  - L-410AG: Veränderte und modifizierte Ausstattung
  - L-410AS: Kleinserie von fünf Flugzeugen, zur Erprobung an die UdSSR geliefert
- L-410FG: Version mit Glasbug für Aerofotogrammetrie und Messflüge
- L-410M: Zweite Serie mit Walter-M601A-Triebwerken
  - L-410AM: Version mit verbesserten M601B-Triebwerken, auch als L-410MA oder L-410MU bezeichnet
- L-410UVP: Dritte Serie, grundlegend modifiziert. Hauptsächliche Änderungen sind ein um 0,80 m verlängerter Rumpf, größere Flügelspannweite und Flügelfläche, Walter-M601B-Triebwerke, vergrößertes Höhenleitwerk und verbesserte Ausrüstung. Die UVP-Varianten besitzen STOL-Eigenschaften (UVP ist die russische Abkürzung für STOL)
  - L-410UVP-S: Salonvariante der UVP mit nach oben klappbarer Einstiegsluke
  - L-410UVP-E: Umrüstung auf Walter-M601E-Triebwerke, fünfblättrige Avia-V-510-Luftschraube, zusätzliche Treibstofftanks an Flügelenden.
  - L-410T: Transportvariante der UVP mit vergrößerter Ladeluke (1,25 m × 1,46 m), kann als Sanitätsflugzeug sechs Tragen und einen Sanitäter, als Absetzflugzeug zwölf Fallschirmspringer oder als Transporter einen 1000-kg-Lastcontainer befördern.

In Produktion
- L-410UVP-E20: Dritte Serie, Umrüstung auf GE-H80-200-Triebwerke, Avia-V-725-Luftschraube, zusätzliche Treibstofftanks an den Flügelenden.
- L-410NG: Mit moderner Avionik ausgestattete Neuauflage, zusätzliche Treibstoffkapazität im neuen Flügel sowie neue GE-H85-200-Triebwerke.

## Zivile Nutzung

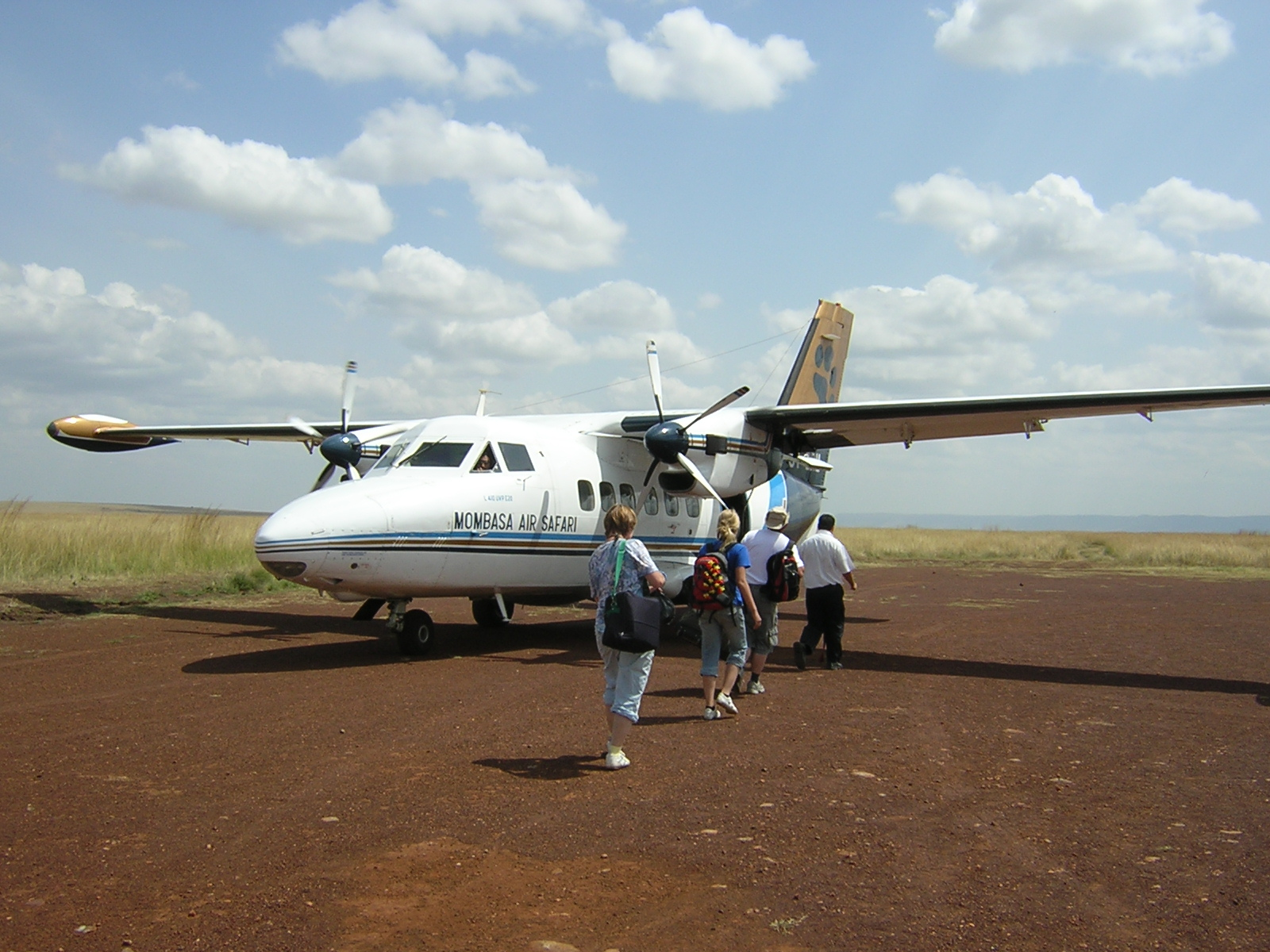
Zivil genutzte Let L-410 in der Version UVP-E20 von Mombasa Air Safari

Die Interflug kaufte 1982 und 1983 sechs L-410UVP (Kennzeichen DDR–SXA bis SXF), die sie zur Erstellung von Luftbildern zur geologischen Erkundung und Anfertigung topografischer Unterlagen nutzte. In geringem Maße wurden die Flugzeuge auch zu VIP-Flugzeugen umgerüstet und als Zubringerflugzeuge zur Leipziger Messe eingesetzt. Auch als Sanitätsflugzeuge absolvierten die L-410 im In- und Ausland einige Einsätze. Nach der Wiedervereinigung gingen die Flugzeuge mit den Kennzeichen D–COXA bis D–COXF an den Berliner Spezialflug (BSF), der sie aufgrund ausbleibender Aufträge bald weiterverkaufte.
Darüber hinaus ist die Maschine bei vielen kleineren Gesellschaften in Betrieb.

## Militärische Nutzer
Zu den militärischen Nutzern der L-410 gehören oder gehörten vor allem die Luftstreitkräfte der Länder des ehemaligen Warschauer Paktes sowie deren Nachfolgestaaten, die diesen Typ auch nach dem Ende des Kalten Krieges oftmals weiterbetrieben, wie etwa:
- Bulgarien
- Deutsche Demokratische Republik /  Deutschland
- Lettland
- Litauen
- Polen: polnischer Grenzschutz, 2 L-410 UVP E-20 mit umfangreicher Aufklärungs- und Überwachungsausrüstung[12]
- Slowakei
- Slowenien
- Sowjetunion
- Tschechien
- Tschechoslowakei
- Ungarn

Andere Länder, bei denen das Muster in Diensten steht oder stand, sind meist Staaten, die keine größeren Lufttransportkapazitäten unterhalten können (aus finanziellen Gründen) oder müssen:
- Bangladesch: 3 × L-410UVP-E20[13]
- Dschibuti
- Indonesien
- Kolumbien
- Komoren
- Libyen
- Peru
- Tunesien

### Nutzung bei deutschen Luftstreitkräften

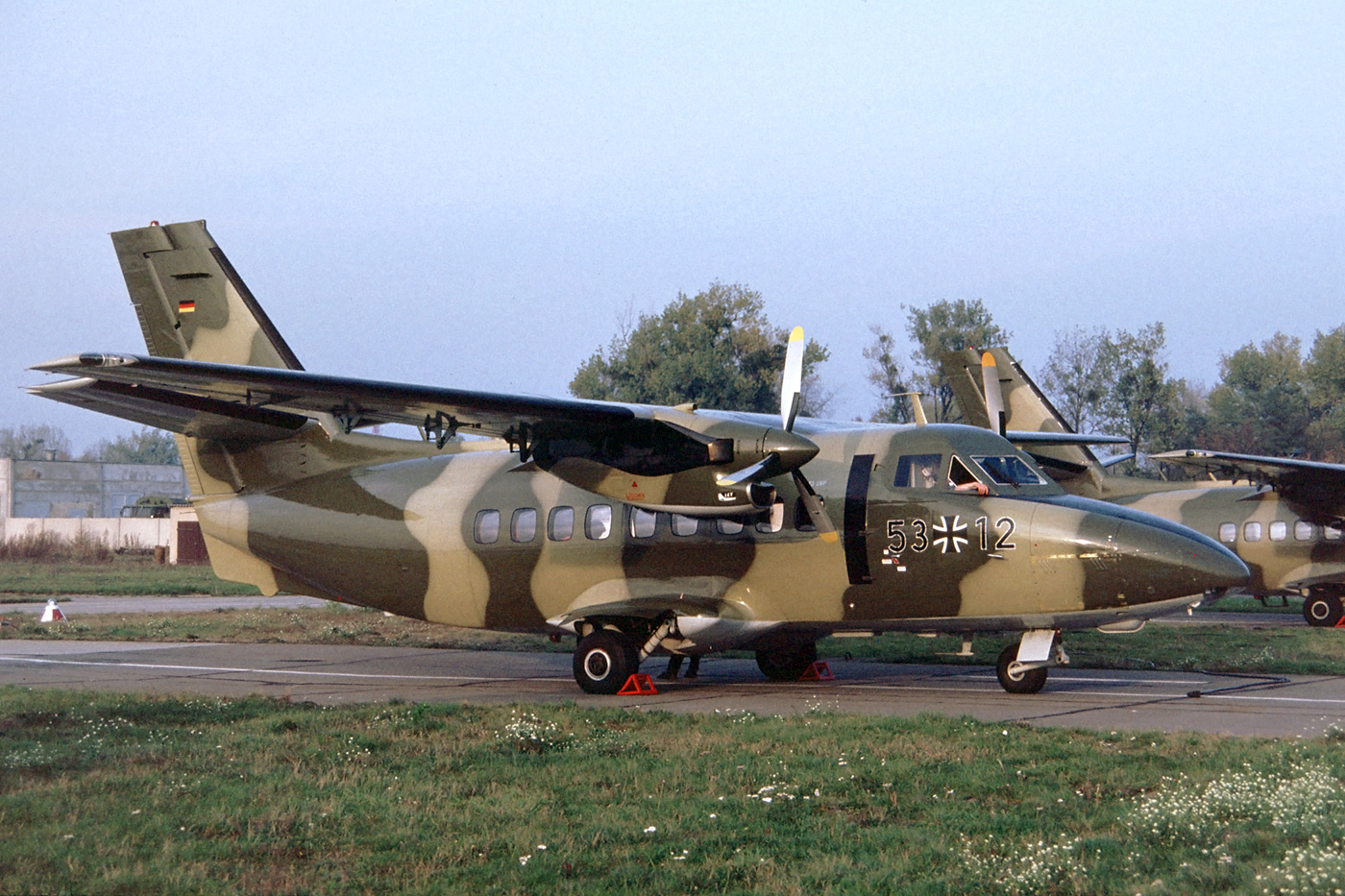
L-410 der Luftwaffe (1990)

In der DDR wurde die L-410 in der Version UVP von der Nationalen Volksarmee eingesetzt. Vier L-410 der Salonvariante kamen 1980 zur Verbindungsfliegerstaffel 14 (VS-14) in Strausberg und wurden, mit den Nummern 317–320 versehen, für VIP-Flüge von höheren Funktionären genutzt. Von 1981 bis 1983 kamen noch acht weitere Maschinen (313, 316, 321, 323–327) der Transportversion hinzu. Diese dienten beim Transportfliegerausbildungsgeschwader 45 (TAS-45) an der Offiziershochschule der Luftstreitkräfte/Luftverteidigung in Kamenz zur Ausbildung von Piloten für die An-26.
Mit der deutschen Wiedervereinigung wurden sämtliche L-410 in den Bestand der Luftwaffe übernommen. Die insgesamt zwölf Flugzeuge wurden zuerst vom Lufttransportgeschwader 65 und danach der Flugbereitschaft des Bundesministeriums der Verteidigung eingesetzt. Sie trugen die Kennzeichen 53+01 bis 53+12. Sechs L-410 des TAS-45 wurden bald darauf nach Estland (Grenzschutz), Litauen (Luftstreitkräfte) und Lettland (Luftstreitkräfte) abgegeben, weitere zwei ebenfalls verkauft.
Am 7. Juni 1995 stürzte eine der beiden L-410 der lettischen Luftstreitkräfte (146) nahe Lielvārde ab, die ehemalige 325/53+06 der NVA bzw. Luftwaffe (siehe Abschnitt Zwischenfälle). Die letzten vier Maschinen der ehemaligen VS-14 ab dem Kennzeichen 53+09 wurden auch nach der Auflösung des LTG 65 im Juni 1993 weiterverwendet und von Neuhardenberg auf die Flugplätze der Flugbereitschaft verlegt. Die letzte L-410 der Bundeswehr wurde 2000 im Zuge der Flottenbereinigung außer Dienst gestellt. Das Flugzeug mit dem Kennzeichen 53+10 (ehemalige 318, ex OK-164) steht heute im Luftwaffenmuseum Berlin-Gatow.

## Zwischenfälle
- Am 7. Juli 1977 ereignete sich der erste Absturz einer Let L-410 mit Todesopfern: Auf einem Testflug mit einem Prototyp der neu entwickelten Let L-410UVP (X03; Luftfahrzeugkennzeichen OK-162) testete die sowjetisch-tschechoslowakische Besatzung die Funktion des Seitenruders abrupt und unter Volllast. Dabei wurden die strukturellen Belastungsgrenzen der Maschine überschritten, die in der Folge abstürzte. Da die tschechoslowakische Seite uneingeschränkt auf ihre Entwicklung vertraute, wurden bei diesem Testflug, wie auch bei allen vorangegangenen, keine Rettungsfallschirme mitgeführt, sodass die vier Besatzungsmitglieder nicht aus der abstürzenden Maschine abspringen konnten. Die vier Männer kamen ums Leben (siehe auch Flugunfall bei Nedakonice).[17]

- Am 4. Dezember 1984 verloren die Piloten einer Let L-410MA der Aeroflot (CCCP-67225) im Anfangssteigflug nach dem Start vom Flughafen Kostroma die Kontrolle über die Maschine, nachdem sie beim Durchfliegen einer Wolkendecke wegen defekter Künstlicher Horizonte die Orientierung verloren hatten. Es gelang ihnen, beim Austreten aus der Wolkendecke die Kontrolle über die Maschine wiederzuerlangen, jedoch flogen sie kurz darauf erneut in eine Wolkendecke ein, woraufhin es zur erneuten räumlichen Desorientierung und zum Absturz kam. Bei dem Unfall kamen alle zehn Personen an Bord ums Leben (siehe auch Aeroflot-Flug F-637).[18]

- Am 14. Oktober 1986 kam es bei einer Let L-410 der Aeroflot beim Start vom Flughafen Ust-Maja zunächst zu einem Triebwerkschaden und kurz darauf zu einem Strömungsabriss. Die Maschine stürzte in den Fluss Aldan und ging innerhalb von zwei bis drei Minuten komplett unter. Alle 14 Insassen überlebten den Absturz zunächst weitestgehend unverletzt, ertranken jedoch im Wrack der Maschine, da sie die Türen wegen des Wasserdrucks nicht öffnen konnten (siehe auch Aeroflot-Flug 763).[19]

- Am 26. August 1993 stürzte eine Let L-410 der Sakha Avia (RA-67656) im Anflug auf Aldan 273 Meter vor der Landebahn ab, wobei alle 24 Menschen an Bord starben. Zu dem Unfall hatte eine Überladung der Maschine in Kombination mit einer falschen Gewichtsverteilung beigetragen. Beim Ausfahren der Landeklappen erreichte der Anstellwinkel der Maschine daraufhin überkritische Werte, wodurch es zum Strömungsabriss und Absturz kam. Mit Stand Oktober 2019 handelt es sich um den schwersten Zwischenfall einer Let L-410 überhaupt (siehe auch Sacha-Awia-Flug 301).[20]

- Am 7. Juni 1995 stürzte eine der beiden Let L-410 der lettischen Luftstreitkräfte (146) nahe Lielvārde ab. Beim missglückten Fliegen einer verbotenen Fassrolle in 200 Metern Höhe kam die zweiköpfige Besatzung ums Leben.[21][22]

- Am 18. September 2001 verunfallte eine Let L-410 der guatemaltekischen Fluggesellschaft Atlantic Airlines (TG-CFE) auf dem Flughafen Guatemala-Stadt. Auf einem Linienflug von Guatemala-Stadt nach San Pedro Sula in Honduras war es unmittelbar nach dem Start zu einem Kontrollverlust gekommen, der in einem Absturz und dem Tod von acht der 13 Insassen endete. Ursache war eine falsche Gewichtsverteilung in der Maschine (siehe auch Atlantic-Airlines-Flug 870).

- Am 27. Dezember 2002 wurde eine Let L-410 der ruandischen Ocean Airlines auf dem Weg von Moroni nach Anjouan (Komoren) im Endanflug von einem Blitz getroffen. Die Piloten starteten durch, allerdings funktionierten die Navigationsinstrumente durch den Blitzschlag nicht mehr und die Sicht war schlecht, es folgten Kontrollverlust und Absturz. Einer der 13 Passagiere starb, das Flugzeug wurde zum Totalschaden.[23]

- Am 24. August 2003 öffnete sich nach dem Start einer Let L-410 der Tropical Airways vom Flughafen Cap-Haïtien in Haiti die vordere Frachttür. Die Piloten kehrten mit der Maschine, die zum Flughafen Port-de-Paix fliegen sollte, um. Beim Fliegen einer Linkskurve für den Endanflug kam es zum Strömungsabriss und Absturz der Maschine, wobei alle 21 Personen an Bord (19 Passagiere und zwei Piloten) ums Leben kamen. Im Unfallbericht wurde ein plötzlicher Geschwindigkeitsabfall beim Ausfahren der Auftriebshilfen in die Endposition während des Kurvenflugs mit der schwer beladenen Maschine in einer geringen Flughöhe angegeben (siehe auch Tropical-Airways-Flug 1301).

- Am 16. November 2004 schlug eine Let L-410 der tansanischen Precision Air (5H-PAC) bei einem Schulungsflug mit simuliertem Triebwerksausfall am Flughafen Kilimanjaro mit eingefahrenem Fahrwerk neben der Landebahn auf. Beide Piloten hatten ihre Gurte nicht angelegt und erlitten Verletzungen im Gesicht. Das Flugzeug wurde irreparabel beschädigt.[24]

- Am 30. Oktober 2005 stürzte eine Let L-410UVP-E19A der kroatischen Trade Air (9A-BTA) auf dem Flug nach Zagreb kurz nach dem Start vom Flughafen Bergamo (Italien) auf ein Feld. Als Ursachen wurde angegeben, dass die Besatzung die Anweisungen der Fluglotsen falsch interpretiert hatte und im Anschluss die Kontrolle über das Flugzeug verloren hatte. Alle drei Insassen dieses Frachtfluges kamen ums Leben.[25]

- Am 9. April 2007 verunglückte eine Let L-410UVP der Comores Aviation (D6-CAK) auf dem Weg von Anjouan nach Mohéli, als das Flugzeug nach einem Startabbruch über das Landebahnende hinausschoss. Alle 15 Insassen überlebten, das Flugzeug wurde zum Totalschaden.[26]

- Am 8. Oktober 2007 verunfallte eine Let L-410UVP-E10A der SADI Colombia (HK-4055), die für die ebenfalls kolumbianische Nacional de Aviación betrieben wurde, an einem Berghang im Páramo de Sumapaz, nachdem die Piloten durch Navigationsfehler von der vorgesehenen Route abgekommen waren und anschließend über drei Minuten lang die Warnungen des Enhanced Ground Proximity Warning Systems vor einer Kollision mit dem Gelände ignorierten. Alle 17 Insassen kamen dabei ums Leben (siehe auch Flugunfall einer Let L-410 der Nacional de Aviación 2007).[27]

- Am 25. August 2010 kamen beim Absturz einer Let L-410 der Regionalfluggesellschaft Filair in Bandundu, Demokratische Republik Kongo, kamen 20 von 21 Insassen ums Leben. Laut Aussagen des einzigen überlebenden Passagiers soll ein anderer Passagier ein Krokodil mit an Bord geschmuggelt haben, das sich kurz vor der Landung aus einer Tasche befreite. Bei einer anschließenden Massenpanik seien die Passagiere in den vorderen Teil der Maschine gerannt, woraufhin sich der Schwerpunkt verlagerte und diese abstürzte (siehe auch Absturz einer Let L-410 der Filair bei Bandundu).[28]

- Am 13. Juli 2011 kam es bei einer Let L-410UVP-E20 der brasilianischen NOAR Linhas Aéreas (PR-NOB) beim Startlauf auf dem Flughafen Recife zu einem Triebwerkschaden. Der Kapitän zog die Maschine dennoch hoch und versuchte, sie in der Luft zu halten. Der Erste Offizier versuchte vergeblich, den Kapitän zu überzeugen, eine Notlandung auf einem nahegelegenen Strand zu unternehmen. Dieser lehnte ab und versuchte, den Flughafen zu erreichen. Kurz darauf kam es zu einem Strömungsabriss und die Maschine stürzte ab, wobei alle 16 Personen an Bord starben (siehe auch NOAR-Linhas-Aéreas-Flug 4896).

- Am 10. Juni 2012 versuchten die Piloten einer Let L-410UVP der Ukrainska Shkola Pilotov (UR-SKD), die zum Absetzen von Fallschirmspringern eingesetzt war, aufgrund eines herannahenden Gewitters zum Flugplatz Borodjanka in der Ukraine zurückzukehren. Dabei stürzte die Maschine nahe dem Flugplatz in ein Feld. Von den 20 Insassen kamen 5 zu Tode, 15 überlebten den Absturz.[29][30]

- Am 20. August 2015 starteten zwei mit je 17 Fallschirmspringern und zwei Piloten besetzte Let L-410 (OM-ODQ; OM-SAB) vom Flugplatz Dubnica in der Slowakei, um Fallschirmspringer aus 4000 Metern Höhe abzusetzen. Die Maschinen flogen in einem Sicherheitsabstand von 100 Metern voneinander, der sich jedoch im Flug verringerte, weil der Kapitän der hinteren Maschine gleichzeitig das Flugzeug lenkte und den Flug mit seinem Smartphone filmte, wodurch er abgelenkt war. Es kam zur Kollision und beide Maschinen stürzten zu Boden. Aus den abstürzenden Maschinen konnten 31 Fallschirmspringer abspringen und ihre Fallschirme rechtzeitig öffnen. Sieben Personen kamen jedoch ums Leben (siehe auch Flugzeugkollision von Červený Kameň).

- Am 27. Mai 2017 kam es zu einem missglückten Landeversuch eines Frachtflugzeugs des Typs Let L-410 (9N-AKY) der nepalesischen Summit Air mit drei Personen an Bord auf dem Flughafen Lukla. Aufgrund eines Strömungsabrisses war die Maschine mit Bäumen kollidiert und kurz vor der Landebahn in einen Erdwall ins ansteigende Gelände gestürzt. Kapitän und Kopilot wurden tödlich verletzt, die dritte Person überlebte den Unfall. Der Frachtflug war in Kathmandu gestartet (siehe auch Summit-Air-Flug 409).[31]

- Am 14. April 2019 kam ein Flugzeug des Typs Let L-410 (9N-AMH) der Summit Air am Flughafen Lukla aus bislang ungeklärten Gründen von der Startbahn ab und kollidierte mit zwei geparkten Helikoptern. Dabei kamen laut der Himalayan Times der Kopilot und zwei Polizisten am Boden ums Leben (siehe auch Summit-Air-Flug 802D).[32][33]

- Am 2. März 2021 stürzte eine Let L-410 der südsudanesischen South Supreme Airlines mit dem gefälschten kolumbianischen Luftfahrzeugkennzeichen HK-4274 kurz nach dem Start von einer unbefestigten Piste in Pieri (Südsudan) ab, wobei alle 10 Insassen, die beiden Piloten und acht Passagiere, ums Leben kamen.[34] Die Betreibergesellschaft South Supreme Airlines hatte dasselbe Flugzeug schon vorher mit dem ebenfalls gefälschten gabunischen Kennzeichen TR-KSS in Betrieb.[35]

- Am 19. Juni 2021 fiel beim Start einer L-410 der DOSAAF (RF-94603) zu Trainings-Fallschirmsprüngen das linke Triebwerk aus. In der Umkehrkurve berührte die Tragfläche den Boden und das Flugzeug stürzte ab. Vier Menschen starben, darunter die beiden Piloten, fünf wurden schwer verletzt.[36]

- Am 12. September 2021 kollidierte eine L-410 der russischen Aeroservice LLC (RA-67042) auf dem Weg von Irkutsk beim zweiten Landeanflug auf Kasatschinskoje im Nebel 4 Kilometer südwestlich des Flugplatzes mit Bäumen. Es gab 4 Tote und 12 Überlebende.[37][38]

- Am 10. Oktober 2021 wurde eine russische L-410 der DOSAAF (RF-94591) nahe dem Flughafen Menselinsk in Tatarstan bei einem Notlandeversuch zerstört, nachdem beim Start das Triebwerk Nr. 1 (links) ausgefallen war. An Bord waren Mitglieder eines Fallschirmklubs; es gab 16 Tote und 6 Überlebende.[39][40]

## Technische Daten
| Kenngröße            | L-410M                    | L-410UVP-E                          | L-410UVP-E20        | L-410 NG            |
| -------------------- | ------------------------- | ----------------------------------- | ------------------- | ------------------- |
| Besatzung            | 2                         | 2                                   | 2                   | 2                   |
| Passagiere           | 17                        | 19                                  | 19                  | 19                  |
| Spannweite           | 17,48 m                   | 19,98 m                             | 19,98 m             | 19,48 m             |
| Länge                | 13,61 m                   | 14,43 m                             | 14,42 m             | 15,07 m             |
| Höhe                 | 5,65 m                    | 5,83 m                              | 5,83 m              | 5,97 m              |
| Flügelfläche         | 32,86 m²                  | 35,18 m²                            | 34,86 m²            |                     |
| Flügelstreckung      | 9,3                       | 11,3                                | 11,5                |                     |
| Leermasse            | 3720 kg                   | 3985 kg                             |                     |                     |
| max. Startmasse      | 5700 kg                   | 6400 kg                             | 6600 kg             | 7000 kg             |
| max. Nutzlast        | 1410 kg                   | 1615 kg                             | 1800 kg             | 2300 kg             |
| Antrieb              | 2× Walter M601A           | 2× Walter M601E                     | 2× GE H80-200       | 2× GE H85-200       |
| Leistung             | je 515 kW (700 PS)        | je 559 kW (760 PS)                  | je 634 kW (850 WPS) | je 605 kW (823 PS)  |
| TBO                  | 3000 Flugstunden          | 3000 Flugstunden                    |                     | 3600 Flugstunden    |
| Propeller            | Dreiblatt-Metallpropeller | Fünfblatt-Metallpropeller Avia V510 | Propeller Avia V725 | Propeller Avia V725 |
| Reisegeschwindigkeit | 365 km/h in 3000 m        | 311 km/h                            | 405 km/h (maximal)  | 417 km/h            |
| Steiggeschwindigkeit | 7,5 m/s                   |                                     | 8,5 m/s             | 8,5 m/s             |
| Steigzeit auf 5000 m | 13 min                    | 10,2 min                            |                     |                     |
| Dienstgipfelhöhe     | 6000 m                    | 7000 m                              | 8382 m              | 8230 m              |
| Reichweite           | 1160 km                   | 550 km                              | 1520 km             | 2570 km             |